# Perestroika

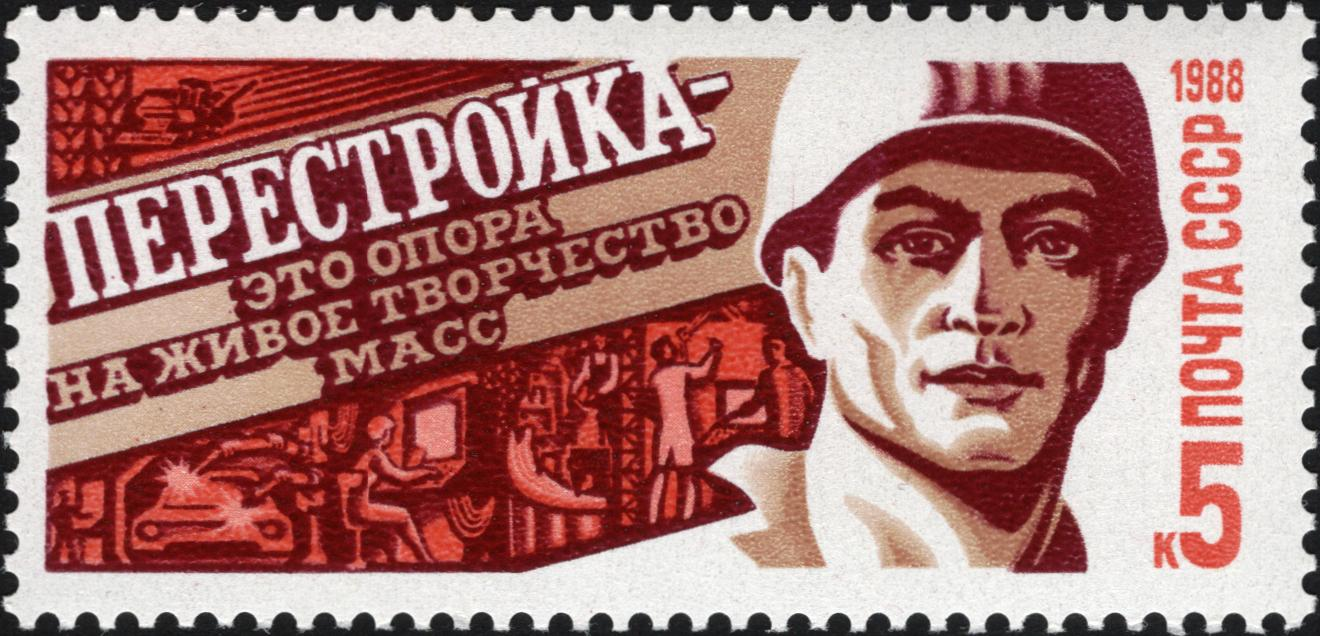
Marcă poștală sovietică din 1988 Perestroika

Perestroika (însemnând restructurare, reconstrucție) a fost elementul central al politicii adoptate de Mihail Gorbaciov în vederea reformării economiei și societății sovietice. Astfel, ținând cont de stadiul deplorabil al economiei Uniunii Sovietice, care era o economie centralizată, a vrut să sporească eficiența economiei și implicit a partidului. Obiectivul lui Gorbaciov era deci reformarea PCUS, înlocuind mai mulți oficiali ai partidului aflați în posturi cheie, ceea ce i-a asigurat un plus de putere și autoritate în cadrul partidului. Totodată, a provocat resentimente în rândul elementelor mai conservatoare din cadrul PCUS ceea ce a condus la puciul din august 1991. În cele din urmă, perestroika nu și-a atins scopul pentru că Gorbaciov a încercat să corecteze problemele de la nivelul statului și societății pe care PCUS însuși le crease. Prins între conservatori și progresiști, Gorbaciov a pierdut tot mai mult din sprijinul politic inițial, astfel încât a devenit ultima victimă a perestroikăi.